# Fiordo de Tafjord
El fiordo de Tafjord (en noruego: Tafjorden) es un fiordo interior de Noruega localizado en el fiordo de Norddals/Stor, en la costa occidental de la península escandinava. Administrativamente sus riberas pertenecen al municipio de Norddal del condado de Møre og Romsdal.
Tafjord es también el nombre de la pequeña localidad en la cabecera del fiordo que le da nombre, que en 2012 contaba con 103 residentes.

## Historia
Cuando Olaf II de Noruega, en su camino al exilio en Rusia, huyó por el Storfjorden para escapar a las fuerzas de Canuto el Grande, él y sus hombres recorrieron el fiordo y pasaron a través del Norddalsfjord y alcanzaron el Tafjord, desde donde siguieron por el norte del valle de Valldal y cruzaron las montañas hasta Lesja.
En 1934 un corrimiento de tierra en el Tafjord creó un tsunami local que mató a 47 personas que vivían en la orilla del fiordo.